# DJ U-CAN
DJ U-CAN（ディージェイ・ユーキャン）は、日本の音楽プロデューサー/作曲家/編曲家。宮城県出身。

## 概要
台湾在住の音楽プロデューサー。フィジカル/スピリチュアルな旅を好み、そこで得たインスピレーションを起源に創作活動を続けている。これまで、Jazzy Ivy（Zulu Nation/Korea）、Seven Star（Botanica Del Jibaro/US）、 NAGAN SERVER（Mono Adaptor/Japan）、Wukir Suryadi（Senyawa/Indonessia）など世界中の独創的なアーティストの作品に参加。近年は台湾国内有数のアートアワードで知られる台新芸術賞や英国Aesthetica Art Prizeにもノミネートされた『Nest』 (Endospace, Taiwan)のサウンドトラックの制作を担当し、作品は世界の9大新ランドマークとして知られる台中国家歌劇院や国立台湾美術館、英国ヨークアートギャラリーにも展示された。
2022年には台湾屈指のメディアアート集団である煙花宇宙によって企画された台日アートプロジェクト『離人 Dissociation』でサウンドトラックの制作と主演を務め、廣藝基金會（Quanta Arts Foundation）が新たに創設した芸術賞Cloud Stage Awardの越境部門において最優秀賞を獲得。その音源を細部に渡って再構築した自身初となるフルアルバム『離人 Ribito』は、世界的映画監督である侯孝賢の作品等で映画音楽を手掛けた許志遠をはじめとする各国のアーティストから絶賛されるとともに、Spotifyの公式プレイリスト『Viral Hits Taiwan』などに掲載され話題となった。

## 作品

### アルバム
|     | 発売日        | タイトル | 規格品番 | 収録曲 | 備考                                               |
| --- | ------------- | -------- | -------- | --- | -------------------------------------------------- |
| 1st | 2022年9月14日 | 離人     | UC-007   | 1. Prologue 2. Into Deep 3. Conflict 4. Life's a Struggle 5. Rumble Mode 6. Mu Jou 7. Hear the Wind Sing 8. Faceless 9. Temps Perdu | 台湾iTunesアルバムチャート18位 (Kworb, 2022/09/16) |